# Heini Murer
Heini Murer (* 6. August 1944 in Beckenried) ist ein Schweizer Physiologe an der Universität Zürich.

## Leben
Murer studierte Biologie an der Universität Freiburg und schloss mit dem Diplom ab. 1971 promovierte er bei Plato Portmann in Biochemie ebendort mit der Arbeit Isolierung und Analyse eosinophiler Pferde-Leukocyten und ihrer Granula in Biochemie. Als Postdoktorand arbeitete er bei Giorgio Semenza (1928–2016) an der ETH Zürich. Ab 1975 arbeitete er zur Physiologie der Niere als Forschungsassistent bei Karl Julius Ullrich und Rolf Karl-Heinz Kinne an Max-Planck-Institut für Biophysik in Frankfurt am Main. An der Johann Wolfgang Goethe-Universität Frankfurt am Main habilitierte Murer sich 1978 mit der Arbeit Die Rolle der luminalen und kontraluminalen Plasmamembran bei der intestinalen Resorption, Untersuchung der Transporteigenschaften isolierter Membranvesikel für das Fach Physiologische Chemie (Biochemie). Ab 1978 hatte er am dortigen Max-Planck-Institut eine eigene Forschungsgruppe.
1979 erhielt Murer eine Assistenzprofessur an der Universität Freiburg, 1980 eine außerordentliche Professur an der Universität Zürich. Ab 1996 war er hier Ordinarius und leitete acht Jahre lang das Institut für Physiologie. 2006 war Murer Prorektor für Forschung, von 2007 bis 2010 für Medizin und Wissenschaften. 2010 wurde er emeritiert, blieb der Universität aber bis Juli 2016 als Direktor des Graduate Campus erhalten.

## Wirken
Murer befasste sich vor allem mit der Biochemie und Physiologie von Biomembranen. Hier arbeitete er zum Beispiel mit der Methode der Vesikelpräparation von Membranen der Mikrovilli. Er untersuchte den Substrattransport auf der Ebene der isolierten Membran, beschrieb Transportprinzipien und charakterisierte Transportsysteme wie den Natrium-Protonen-Austauscher, charakterisierte den renalen Phosphat-Transport und beschrieb dessen Regulation, klonierte den Natrium-gekoppelten Phosphattransporter, den Sulfattransporter und einen basischen Aminosäuretransporter.
Murer veröffentlichte mehr als 450 wissenschaftliche Publikationen. Von 1993 bis 2004 war er Forschungsrat beim Schweizerischen Nationalfonds. Von 2001 bis 2006 war er Chefherausgeber von Pflügers Archiv – European Journal of Physiology und gehört (Stand 2014) zu den Herausgebern von Physiology und zum Stiftungsrat der Academia Engelberg. Seit 2013 ist er Stiftungsrat (Member of the Board) der Stavros Niarchos Foundation.

## Auszeichnungen (Auswahl)
- 1989 Cloëtta-Preis
- 1991 Homer Smith Award (American Society of Nephrology)
- 1994 Otto Naegeli-Preis
- 1994 Adolf-Fick-Preis (Deutsche Physiologische Gesellschaft)
- 1998 Mitglied der Academia Europaea[2]
- 2000 Mitglied der Leopoldina[3]
- 2000 Ehrenmitglied der American Physiological Society
- 2006 Franz-Volhard-Medaille (Deutsche Gesellschaft für Nephrologie)
- 2008 Einzelmitglied der Schweizerischen Akademie der Medizinischen Wissenschaften
- 2009 Richards Award (International Society for Nephrology)
- 2010 Johann-Melchior-Wyrsch Preis (Schindler-Kulturstiftung)
- 2014 ERA-EDTA Award for outstanding scientific achievements (European Renal Association)
- 2015 Robert W. Berliner Award for Excellence in Renal Physiology (American Physiological Society)
- 2016 Ehrendoktorat der School for Health Sciences der Universität Patras
- 2016 Ehrendoktorat der Fakultät für Biologie und Vorklinische Medizin der Universität Regensburg
- 2016 Universitätsmedaille „Bene merenti“ der Universität Regensburg[4]